# Базардюзю
Базардюзю́ (азерб. Bazardüzü, рос. Базардюзю) — гірська вершина у північно-східній частині Великого Кавказу. Розташована на кордоні Росії (південь Дагестану) та Азербайджану. Це найвища вершина Азербайджану (4466 метрів над рівнем моря). Назва перекладається з азербайджанської як «ринкова площа».